# Greg Jenkins
Greg Jenkins, né le 18 mars 1982 à Mount Vernon, dans l'État de New York, est un joueur américain de basket-ball. Il évolue au poste de pivot.